# Podměstský mlýn (Čáslav)
Podměstský mlýn v Čáslavi v městské části Nové Město v okrese Kutná Hora je mlýn, který stojí na potoku Brslenka. Je chráněn jako nemovitá kulturní památka České republiky; předmětem ochrany je budova mlýna, ohradní zeď, brány, fragment technického zařízení a pozemky vymezeného areálu.

## Historie
Vodní mlýn, původně renesanční, pochází z 16. století. Barokně byl přestavěn kolem roku 1800; z doby této přestavby pocházejí jeho brány. Dalšími úpravami prošel v polovině 20. století.

## Popis
Areál mlýna obestavěný ohradní zdí s branami stojí v mírném západním svahu v prostoru mezi břehem potoka a zvýšenou komunikací. V patrové stavbě s ozdobným štítem a sedlovou střechou se dochovaly fragmenty technického zařízení a v jeho okolí zbytky náhonu.
Voda k mlýnu tekla přes stavidlo z velkého rybníka pod silnicí a poté na vodní motor. Není známo, zda zde bylo naposledy vodní kolo nebo vodní turbína.
Mlýn byl adaptován na bydlení. Kolem něj leží několik mlýnských kamenů.